# 曼利奥·斯加兰布罗
曼利奥·斯加兰布罗（義大利語：Manlio Sgalambro，1924年12月9日—2014年3月6日），是一名意大利的哲学家、诗人和作家。他从1940年开始从事创作，生于意大利锡拉库萨省伦蒂尼。
2014年3月6日，他死于卡塔尼亚，享年90岁。